# Carmichaelia corrugata
Carmichaelia corrugata är en ärtväxtart som beskrevs av John William Colenso. Carmichaelia corrugata ingår i släktet Carmichaelia och familjen ärtväxter. Inga underarter finns listade i Catalogue of Life.